# Kära passagerare
Kära passagerare är en spansk komedifilm från 2013, skriven och regisserad av Pedro Almodóvar. Dess spanska titel är Los amantes pasajeros, som har den dubbla betydelsen av ungefär "De flyktiga älskarna" och "Passagerarälskarna". Handlingen utspelar sig ombord på ett flygplan. Almodóvar beskriver filmen som en mycket lättsam komedi.

## Roller
- Javier Cámara
- Cecilia Roth
- Lola Dueñas
- Raúl Arévalo
- Carlos Areces
- Antonio de la Torre
- Hugo Silva
- Miguel Ángel Silvestre
- Blanca Suárez

Antonio Banderas, Penélope Cruz, Carmen Machi och Paz Vega medverkar i gästroller.

## Tillkomst
Filmen producerades genom regissörens bolag El Deseo. Den finansierades helt genom förköp. Inspelningen började 9 juli 2012 i Madrid.